# Globulo di Bok

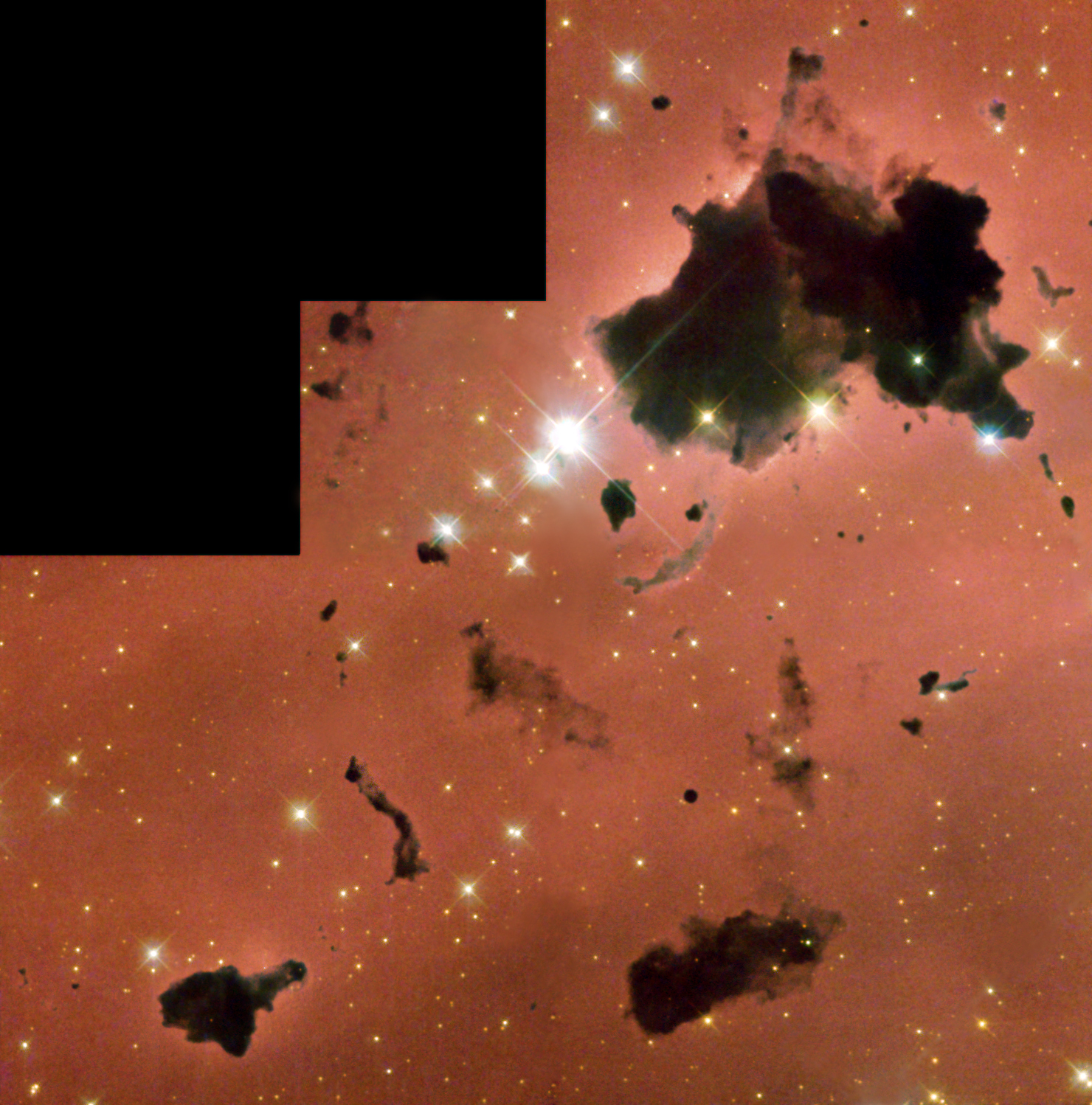
I Globuli di Thackeray in IC 2944

In astronomia, un globulo di Bok è una nube scura formata da gas e polveri molto dense, in cui sta avvenendo il processo della formazione stellare. I globuli di Bok si trovano nelle regioni H II, visibili come nubi nere sullo sfondo luminoso. Un tipico globulo di Bok ha una massa compresa tra 10 e 50 volte quella del Sole e ha un diametro di un anno luce circa. Contiene per lo più idrogeno molecolare (H2), più ossidi di carbonio ed elio, e un 1% (in massa) di polveri di silicati. I globuli di Bok finiscono in genere per produrre stelle doppie o multiple.
I globuli di Bok furono osservati per la prima volta dall'astronomo Bart Bok negli anni quaranta. In un articolo pubblicato nel 1947, Bok ed E.F. Reilly ipotizzarono che queste nubi fossero i "bozzoli" in cui il collasso gravitazionale stava formando nuove stelle e ammassi stellari. Questa ipotesi era difficile da verificare con gli strumenti del tempo, perché un globulo di Bok è una nube che assorbe quasi tutta la luce visibile che passa attraverso di essa, e il suo interno è quindi invisibile. Osservazioni infrarosse condotte nel 1990 confermarono che all'interno dei globuli di Bok avviene la formazione stellare. Altre osservazioni hanno rivelato che alcuni globuli di Bok contengono sorgenti calde al loro interno, alcuni degli oggetti di Herbig-Haro, e altri mostrano getti di gas molecolare, tutti fenomeni legati alla formazione stellare. Osservazioni di linee di emissione in banda millimetrica hanno dato indizi consistenti con la caduta di materia su protostelle all'interno dei globuli.